# ریم-سین یکم
ریم-سین یکم
(به انگلیسی: Rim-Sîn I)، (اکدی: 𒀭𒊑𒅎𒀭𒂗𒍪, Dri-im-Dsuen) از سال ۱۸۲۲ تا ۱۷۶۳ یا ۱۷۵۸ تا ۱۶۹۹ پیش از میلاد بر دولت‌شهر لارسا در خاور نزدیک باستان حکومت کرد.
خواهرش ان-آنه-دو (به انگلیسی: En-ane-du) کاهن اعظم خدای ماه در اور بود. ریم-سین یکم معاصر حمورابی امپراتور بابل و ایردانان شاه اوروک بود.

## حکومت
فرمانروایی ریم-سین بر لارسا در حدود ۱۸۲۲ پیش از میلاد هنگامی که جانشین برادرش، ورد-سین شد، آغاز شد. او بلافاصله با حمله به دولت‌شهرهای همسایه اوروک، ایسن و بابل شروع به گسترش لارسا کرد. در سال ۱۸۰۸ پیش از میلاد، شهر آنقدر بزرگ بود که دولت‌شهرهای دیگر نگران رشد آن بودند. پادشاه ایسن، حاکم اوروک و امپراتور بابل علیه ریم-سین متحد شدند. اما او آنها را شکست داد، سپس پی نراتیم (در دهانه دجله و فرات) را در ۱۸۰۷، زیبناتوم در ۱۸۰۵، بیت سوسین و اوزاربارا در ۱۸۰۴ و کیسارا را در ۱۸۰۲ پ. م اشغال کرد. او همچنین شهر سومری در (به انگلیسی: Der - Sumer) را در آن سال ویران کرد. در ۱۷۹۷ او به قلمرو ایسن حمله کرد و سرانجام پایتخت آن را در ۱۷۹۲ پیش از میلاد تصرف کرد. این فتح برای ریم-سین آنقدر مهم بود که مبدأ گاهشماری سال‌های حکومت او پس از غارت ایسن نامگذاری شد.
در ۱۷۸۷ پیش از میلاد، حمورابی، امپراتور اموری بابل، به ایسن حمله کرد و گزارش داد که آن را فتح کرده‌است، اما این به احتمال زیاد اغراق در یک حمله موفق است.
در سال ۱۷۶۴ پ. م، حمورابی علیه ریم-سین وارد جنگ شد؛ زیرا وی از تعهدی که برای حمایت از نبرد حمورابی با ایلام با اعزام سرباز کمکی داده بود، خودداری کرده بود.
حمورابی، به همراه نیروهای ماری، ابتدا به مشکان شاپیر در لبه شمالی قلمرو ریم-سین حمله کرد. نیروهای حمورابی به سرعت به لارسا رسیدند و پس از شش ماه محاصره شهر سقوط کرد. ریم-سین از شهر فرار کرد اما به زودی پیدا شد و اسیر شد و پس از آن در زندان درگذشت.

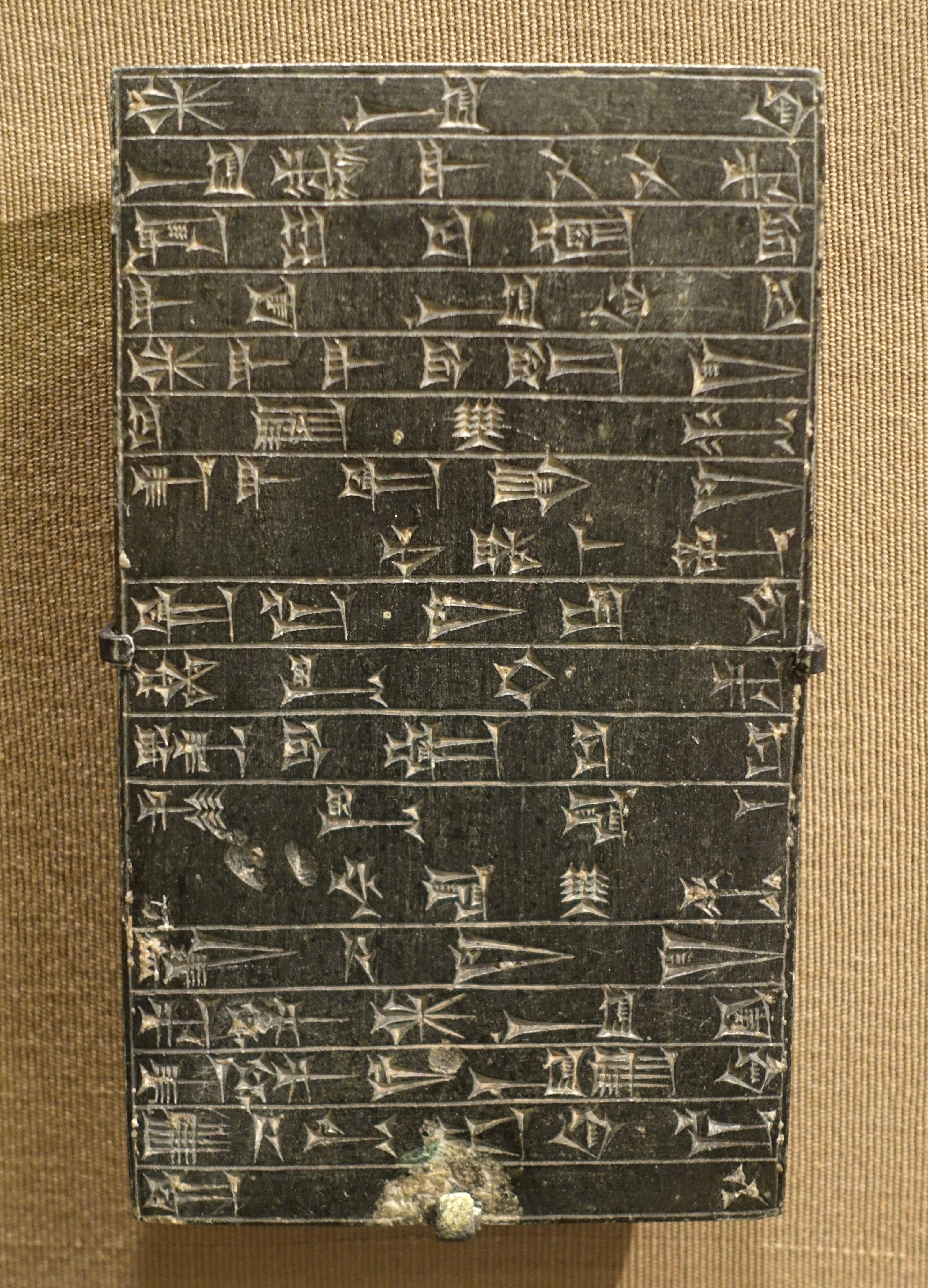
لوح پایه ریم-سین، ۱۷۶۳-۱۸۲۲ پیش از میلاد. موزه موسسه شرقی، دانشگاه شیکاگو.
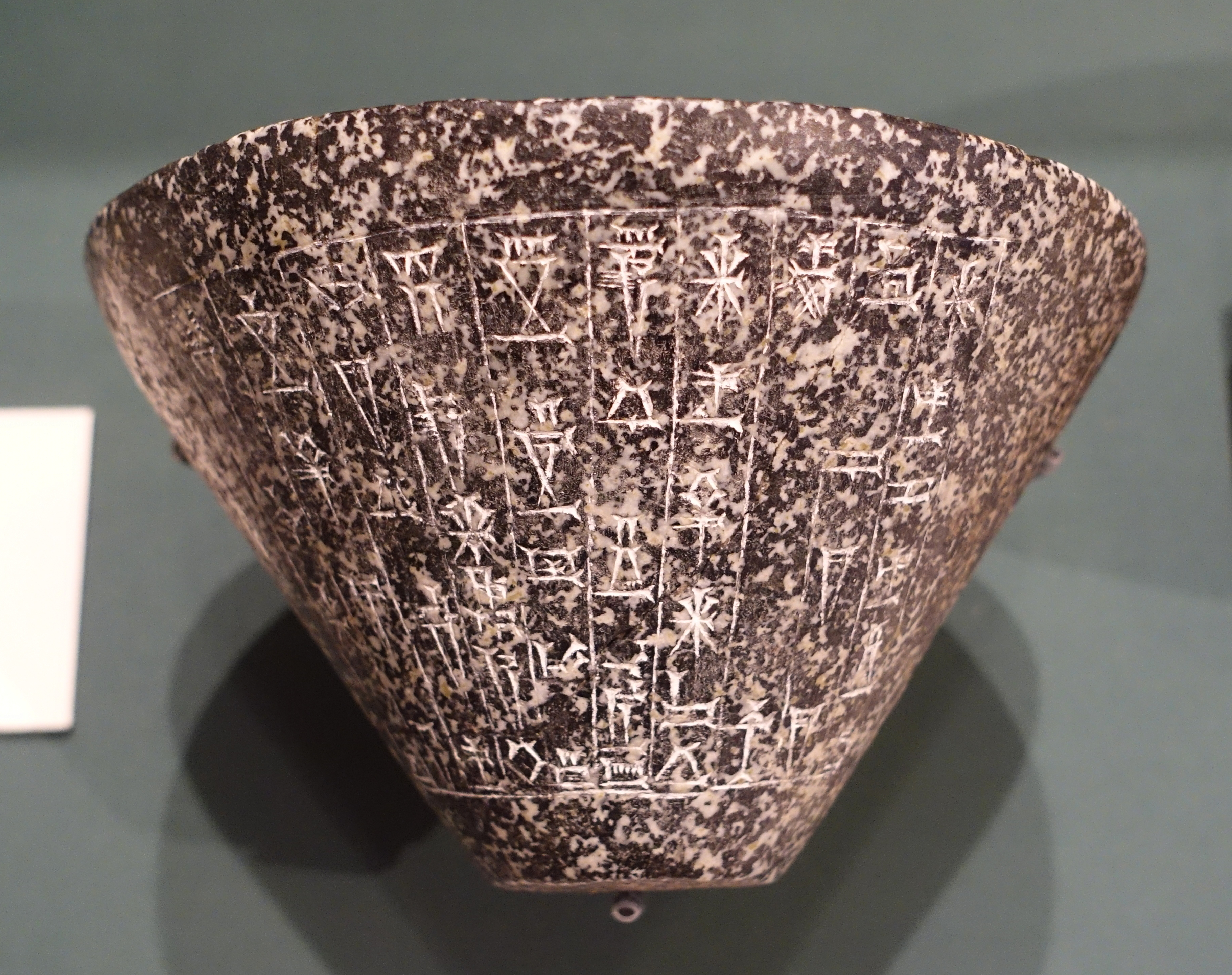
کاسه سنگی اهدایی به نانای در زابالا، به نام ریم-سین، ۱۸۲۲-۱۷۶۳ پیش از میلاد-موزه موسسه شرقی، دانشگاه شیکاگو
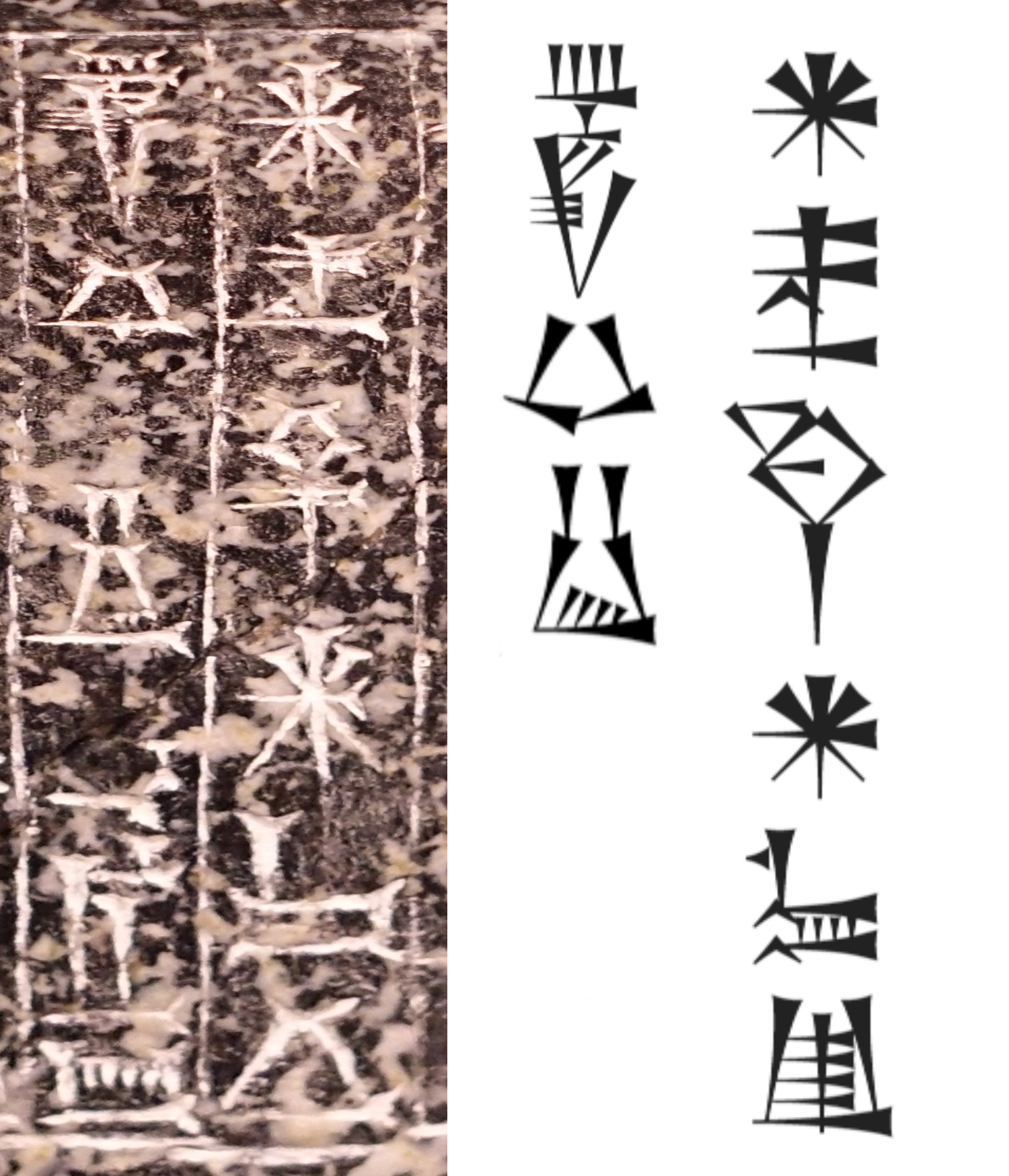
عنوان "ریم-سین، پادشاه لارسا" روی کاسه سنگی: 𒀭𒊑𒅎𒀭𒂗𒍪 ریم-سین 𒈗 شاه 𒌓𒀕 لارسا
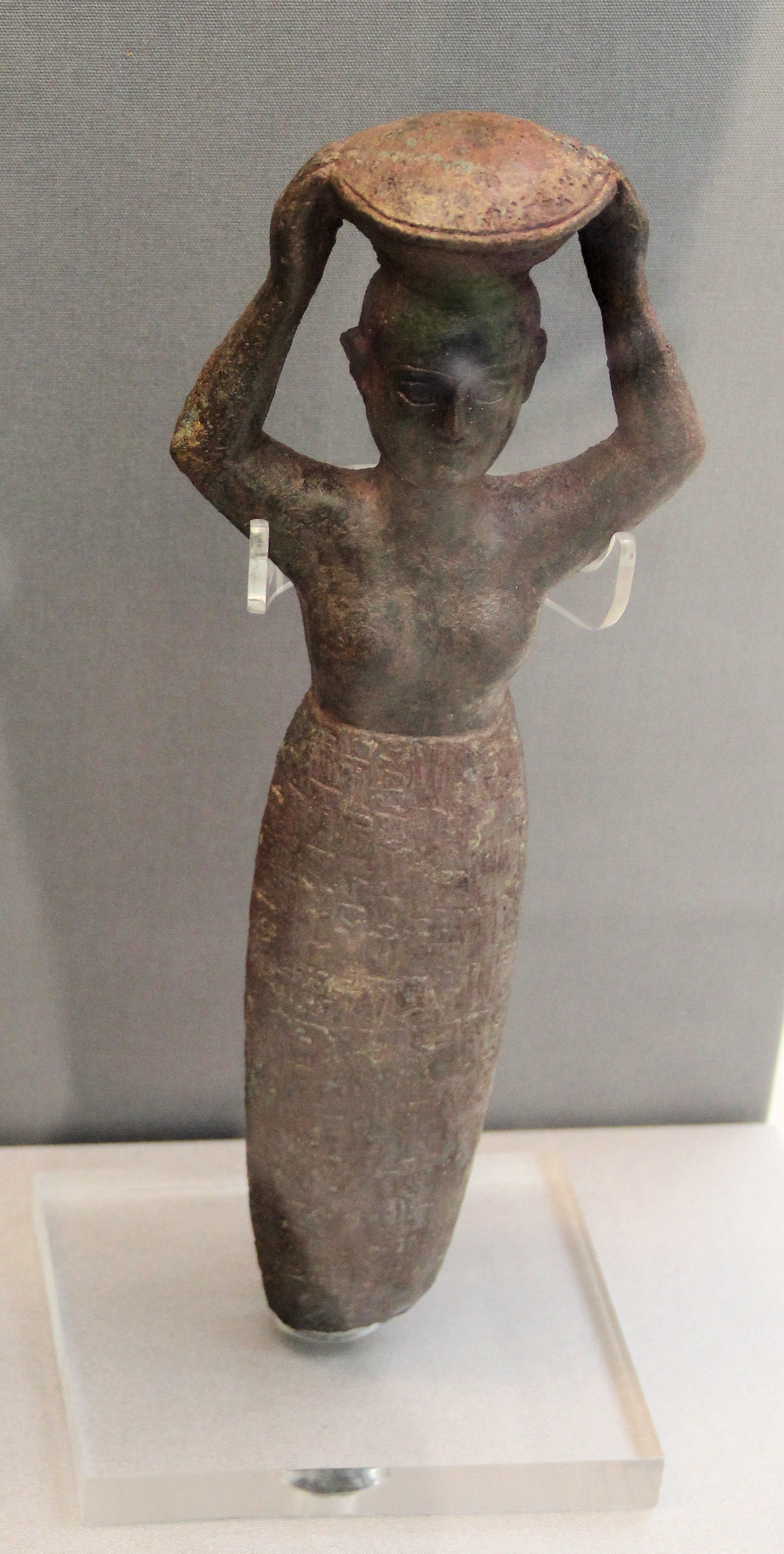
مجسمه یادبود ریم-سین یکم برای نانای. موزه بریتانیا
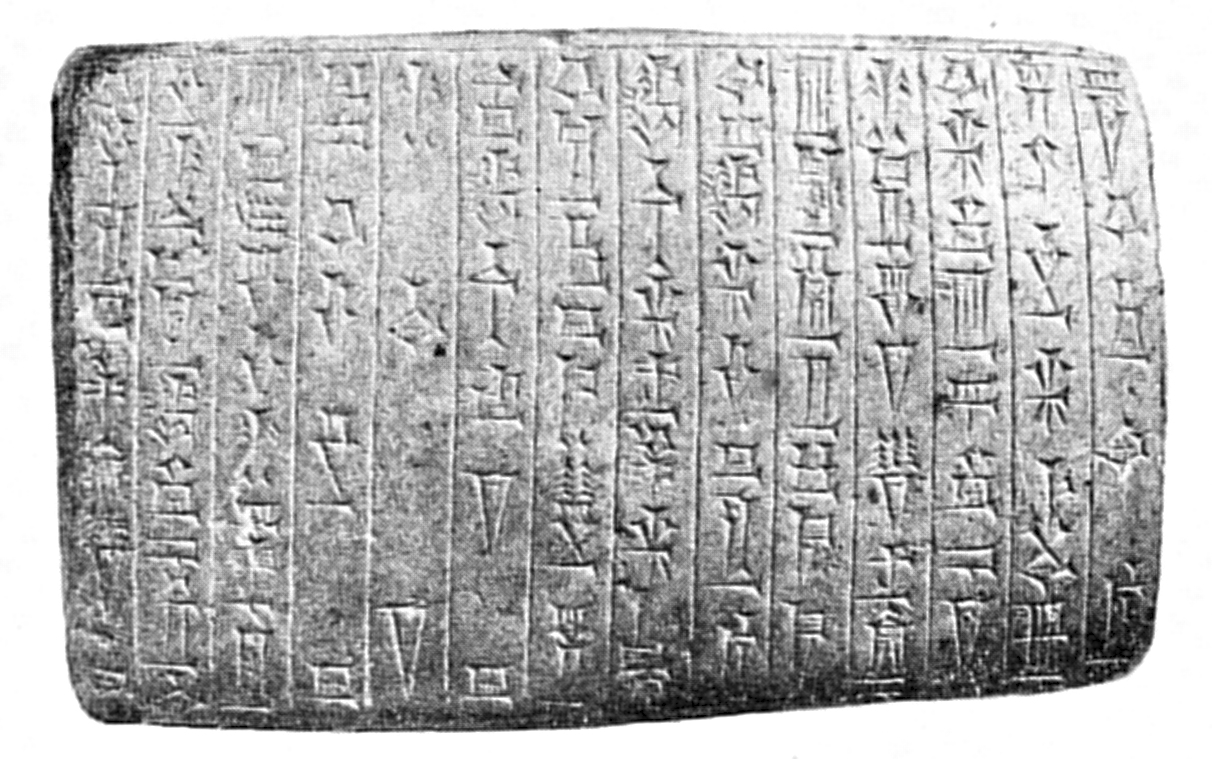
لوح اهدایی ریم-سین پادشاه لارسا